# Битва при Чивитате
Битва при Чивитате (18 июня 1053 года) — сражение между норманнской армией, возглавляемой графом Аверсы Ричардом, графом Апулии Хэмфри и Робертом Гвискаром, с одной стороны, и армией папы Льва IX. Завершилась победой норманнов и пленением папы. Победа норманнов в этом сражении в долгосрочной перспективе привела к возникновению прочного союза между папским Римом и норманнскими государствами Южной Италии.

## Предыстория битвы
К 1050 году норманны контролировали значительные территории Южной Италии, создав два государства — графство Аверса (с 1048 года им правил Ричард Дренго) и графство Апулия (с 1052 года правил Хэмфри Отвиль). В 1047 году оба графства были признаны императором Генрихом III в качестве своих непосредственных вассалов, и по его указанию норманнские силы оккупировали Беневенто — лангобардское княжество, формально вассальную территорию Святого престола. Оба государства вели непрекращающуюся войну против Византии, удерживавшую к этому периоду Калабрию, «пятку» Апулии и несколько городов на адриатическом побережье. Ведя постоянные войны, норманны не гнушались грабежами городов и монастырей.
Папа Лев IX (1049—1054 годы) и византийский катапан (наместник) Аргир пришли к выводу о необходимости совместного выступления против норманнов. К этому же союзу папа пытался привлечь салернского князя Гвемара IV, но последний, будучи связан с норманнами многолетним союзом, отказал понтифику. После гибели Гвемара IV его преемник Гизульф II занял выжидательную позицию. Таким образом, к 1053 году против норманнов сформировалась коалиция Рима и Византии.
Папа Лев IX сформировал армию из швабских наёмников, к которым присоединился ряд местных правителей: герцог Гаэты, графы Аквино и Теано, епископ Амальфи. Папская армия в июне 1053 года перешла границу Папского государства с тем, чтобы соединиться в северной Апулии с византийцами, руководимыми Аргиром.
Навстречу папской армии выдвинулась норманнское войско, состоявшее из трёх отрядов: из графства Аверсы во главе с Ричардом Дренго, из Апулии во главе с графом Хэмфри и из Калабрии во главе с Робертом Гвискаром. Главной тактической задачей норманнов было не допустить соединения двух враждебных им армий. 17 июня 1053 года норманны и папская армия встретились при Чивитате.

## Битва при Чивитате
Поскольку промедление грозило подходом византийцев во главе с Аргиром на помощь папе, норманны ранним утром 18 июня 1053 года начали сражение.
Норманнская армия, насчитывавшая не более 3 000 конных рыцарей и около 500 пехотинцев, была разделена на три отряда: граф Аверсы Ричард — на правом фланге, граф Апулии Хэмфри — в центре, Роберт Гвискар — на левом фланге.
Папская армия, насчитывавшая около 6 000 человек, состояла из двух отрядов: 700 швабских наёмников, костяк войска, в центре (напротив Хэмфри Апулийского), союзники — итальянцы и лангобарды — на левом фланге (напротив Ричарда Аверсского). Папа Лев IX, в силу своего сана не принимавший участия в сражении, находился в городе Чивитате, а его армией командовал беневентский принц Рудольф. Две враждебных армии разделял невысокий холм.
Атаку начал Ричард Аверсский — его отряд без труда опрокинул строй итальянцев и лангобардов и начал их преследование. В центре отряд графа Хэмфри и пришедший к нему на помощь Роберт Гвискар столкнулись с вышколенными швабскими наёмниками. Исход сражения оставался неясным до того момента, когда Ричард прекратил преследование бегущих и вернулся на поле боя. Соединённые три отряда норманнов истребили всех швабских наёмников. Жители города Чивитате, увидев результат сражения, выдали папу Льва IX норманнам.

## Итоги сражения
Побеждённого папу Льва IX норманны встретили коленопреклоненными. Папу с почтением препроводили в Беневенто, где, несмотря на внешние признаки уважения, Лев IX оставался в плену девять месяцев — вплоть до 12 марта 1054 года. Договор, после подписания которого папа получил свободу, не сохранился, но общий его смысл представляется ясным. Лев IX признал два норманнских графства Аверсу и Апулию и обязался не заключать союз с Византией.
В долгосрочной перспективе поражение Льва IX и последующее примирение с норманнами стало первым шагом в формировании взаимовыгодного союза между папством и норманнскими властителями Южной Италии. Уже в 1059 году Ричард Дренго, к этому момент занявший трон Капуи, и Роберт Гвискар, преемник своего брата Хэмфри, признали себя вассалами папы. В течение последующего полувека четыре папы (Николай II, Александр II, Григорий VII и Виктор III) успешно боролись со своими политическим противниками при помощи норманнских правителей. В свою очередь норманны, при поддержке пап, завершили завоевание Южной Италии, а затем и Сицилии.